# Liste der Bodendenkmäler in Wiesen (Unterfranken)
Auf dieser Seite sind die Bodendenkmäler in der unterfränkischen Gemeinde Wiesen zusammengestellt. Diese Tabelle ist eine Teilliste der Liste der Bodendenkmäler in Bayern. Grundlage ist die Bayerische Denkmalliste, die auf Basis des Bayerischen Denkmalschutzgesetzes vom 1. Oktober 1973 erstmals erstellt wurde und seither durch das Bayerische Landesamt für Denkmalpflege geführt wird. Die folgenden Angaben ersetzen nicht die rechtsverbindliche Auskunft der Denkmalschutzbehörde.

## Bodendenkmäler der Gemeinde

### Bodendenkmäler in der Gemarkung Habichsthal
| Lage                   | Objekt                                               | Akten-Nr.     | Bild |
| ---------------------- | ---------------------------------------------------- | ------------- | ---- |
| Habichsthal (Standort) | Spätmittelalterliche bis frühneuzeitliche Glashütte. | D-6-5922-0016 |      |

### Bodendenkmäler in der Gemarkung Wiesener Forst
| Lage                      | Objekt                                                    | Akten-Nr.     | Bild |
| ------------------------- | --------------------------------------------------------- | ------------- | ---- |
| Wiesener Forst (Standort) | Landwehr des späten Mittelalters oder der frühen Neuzeit. | D-6-5822-0004 |      |

### Bodendenkmäler in der Gemarkung Wiesen
| Lage                         | Objekt | Akten-Nr.     | Bild           |
| ---------------------------- | --- | ------------- | -------------- |
| Wiesen (Standort)            | Archäologische Befunde im Bereich der frühneuzeitlichen katholischen Pfarrkirche St. Jakob von Wiesen mit frühneuzeitlichem Vorgängerbau und ummauertem Kirchhof. | D-6-5822-0006 | weitere Bilder |
| Wiesen Kirchweg 3 (Standort) | Archäologische Befunde im Bereich des frühneuzeitlichen ehemaligen Mainz’schen Jagdschlosses mit mittelalterlichem Vorgängerbau. Siehe auch: Schloss Wiesen       | D-6-5822-0007 | weitere Bilder |
| Wiesen (Standort)            | Glashütte des späten Mittelalters und der frühen Neuzeit. | D-6-5922-0009 |                |
| Wiesen (Standort)            | Glashütte des späten Mittelalters und der frühen Neuzeit. | D-6-5922-0011 |                |